# Černá Opava
Černá Opava je 17,9 km dlouhá říčka v Jeseníkách, jedna z pramenných říček řeky Opavy. Plocha povodí měří 58,6 km².

## Průběh toku
Pramení na západním úbočí Orlíku v nadmořské výšce 1040 m. Odtud teče nejprve směrem na sever a u osady Starý Rejvíz se stáčí na jihovýchod. V Mnichově, městské části Vrbna pod Pradědem, se stéká se Střední Opavou a dál teče jako Opava. Posledních 7 km je říčka sjízdná.

## Větší přítoky
- Bublavý potok
- Podzámecký potok
- Slučí potok
- Sokolí potok
- Rudná
- Suchý potok

## Vodní režim
Průměrný průtok Černé Opavy u ústí činí 0,87 m³/s.

## Německý název
Na mapě z 19. století pramení vodní tok pod názvem Schwarze Oppa v Rejvízském rašeliništi. Vodní tok dnes uváděný jako Černá Opava nad soutokem pod osadou Starý Rejvíz nesl název Weifse Oppa.